# Fritz Grebe

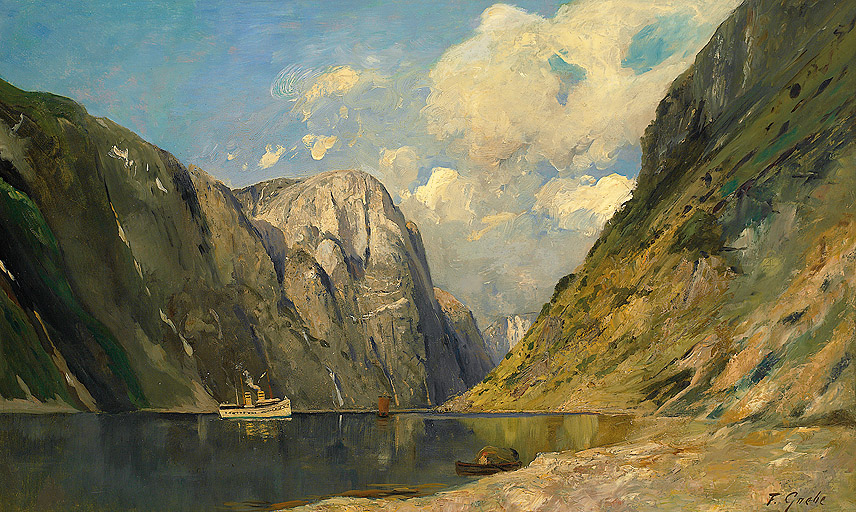
Fritz Grebe: Blick in den sommerlichen Hardanger Fjord

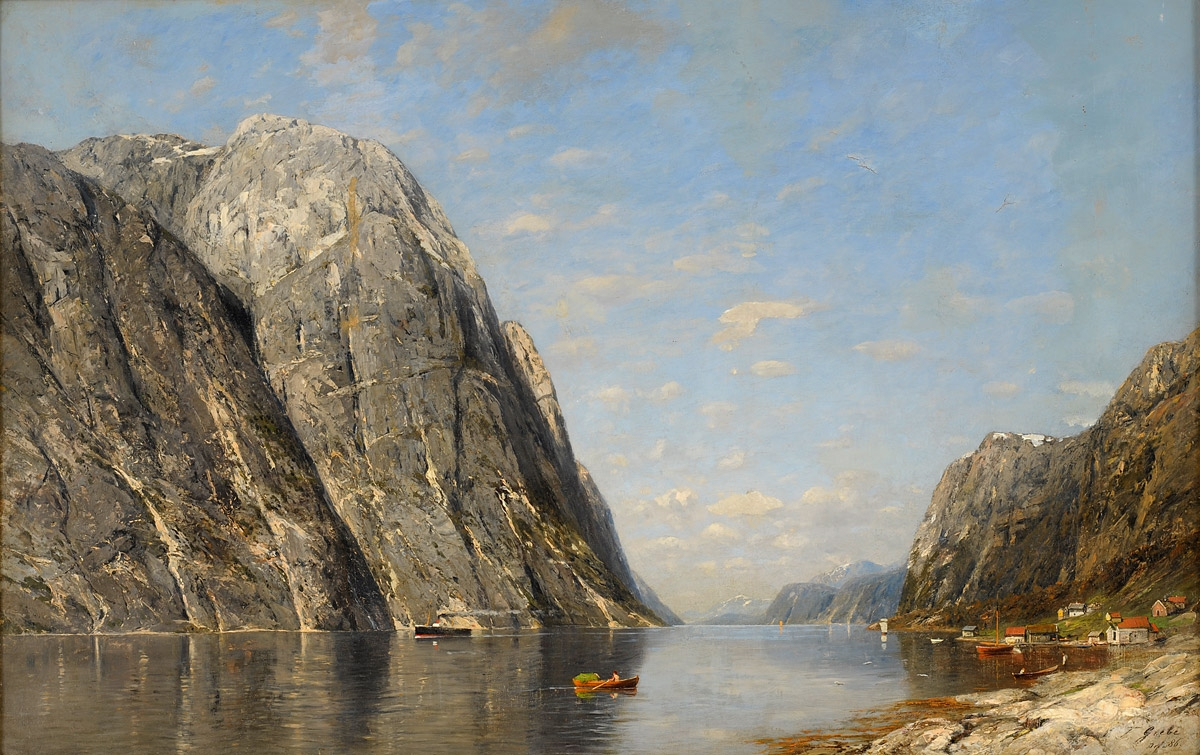
Fritz Grebe: Sommerlicher Fjord mit Fischerdorf

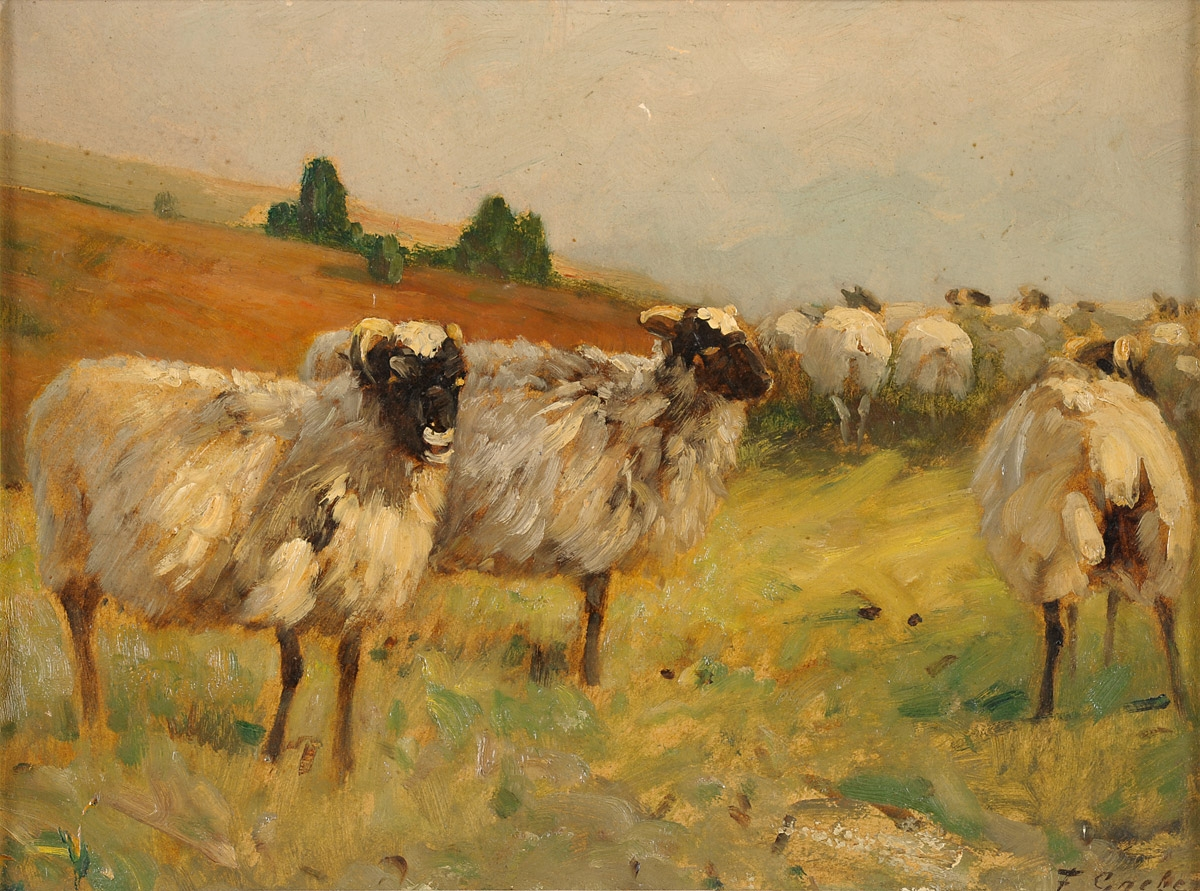
Fritz Grebe: Heidschnucken

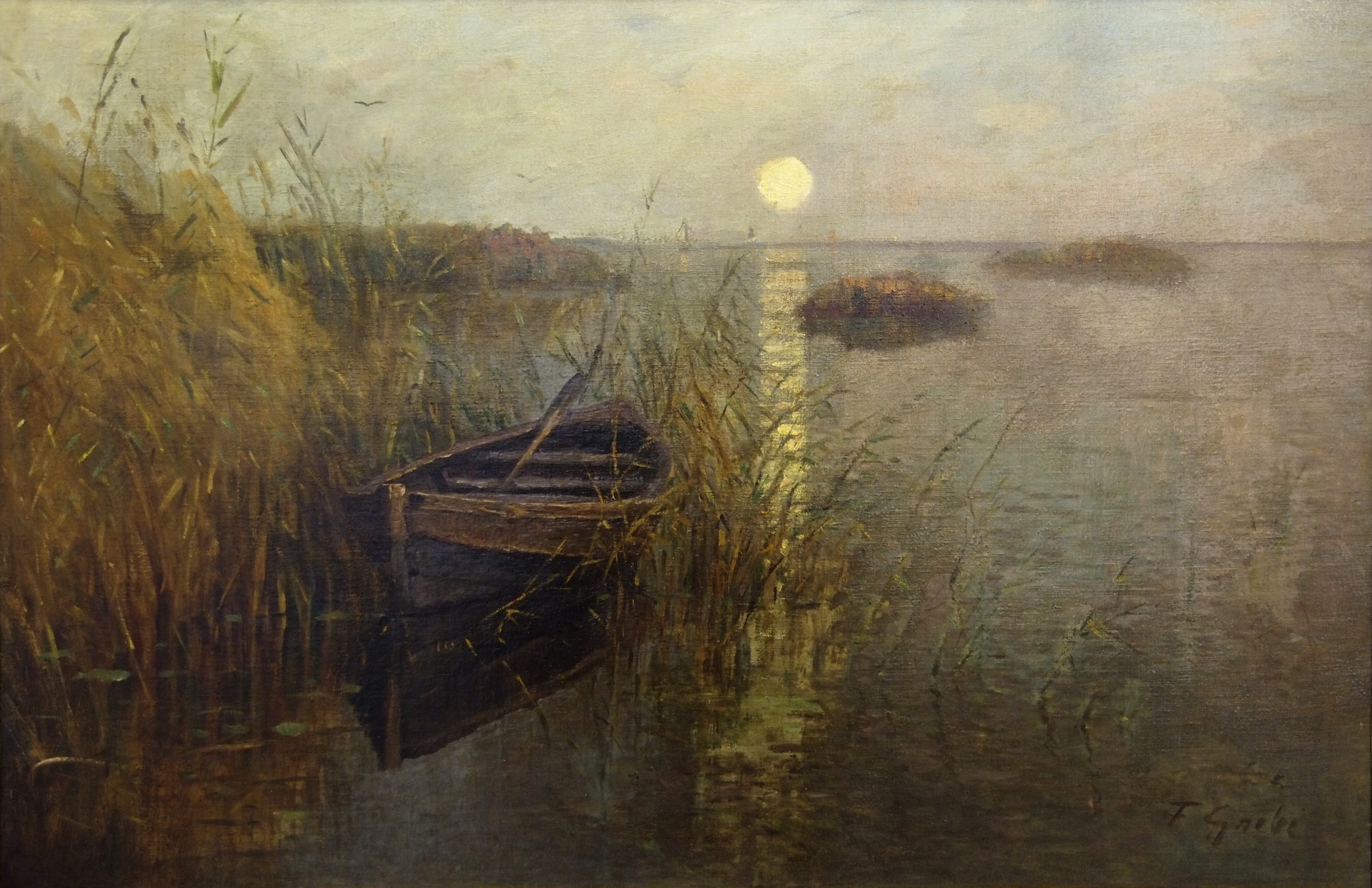
Mond über dem Wasser. um 1895 (Sammlung der Gemeinde Ahrenshoop)

Fritz Grebe (* 11. Oktober 1850 in Heisebeck, heute Ortsteil von Wesertal; † 22. März 1924 in Düsseldorf) war ein deutscher Maler.
Sein Onkel war Carl Grebe.

## Leben
Grebe studierte an der Kunstakademie in Kassel. Anschließend wirkte Grebe als freischaffender Künstler in Kassel, Düsseldorf, Willingshausen und in Berlin und als solcher bevorzugte er das Genre der Tier- und Landschaftsmalerei. Er gehörte zum Umkreis der Düsseldorfer Malerschule.
Ab 1880 war Grebe in allen großen Ausstellungen regelmäßig mit seinen Landschaften vertreten. 1892 war sein erster Besuch in Ahrenshoop an der Ostsee, und er war Mitbegründer der im Entstehen begriffenen Künstlerkolonie. Er baute sich 1895 am Grenzweg 8 seine „Villa Grebe“, die er 1923 wieder verkaufte.
Ab 1916 folgten wechselnde Aufenthalte in Ahrenshoop und Düsseldorf. Es folgten mehrere Reisen nach Norwegen. Grebe wurde durch seine Landschaftsbilder bekannt, besonders die Fjordmotive in Norwegen und die Landschaften aus Hessen, dem Harz, Westfalen und Rügen. Fritz Grebe war Mitglied des Düsseldorfer Künstlervereins Malkasten, im Verein Berliner Künstler und in der Allgemeinen Deutschen Kunstgenossenschaft.
1924 starb Grebe im Alter von 74 Jahren in Düsseldorf.
Seine Arbeiten befinden sich in vielen öffentlichen Sammlungen, unter anderem auch im Kulturhistorischen Museum Rostock.

## Werke
Dieses Verzeichnis besitzt repräsentativen Charakter, weil es kein Werkverzeichnis gibt. Bei der gegebenen Streuung von Grebe-Werken in Privatbesitz und Museen kann eine Vollständigkeit nicht erwartet werden.
- Hardanger Fjord, im Sommer.
- Schafe auf dem Deich, im Abendrot.
- Schafe in einer Heidelandschaft, mit Sturmkulisse.
- Schäfer mit grasender Schafherde, Heidelandschaft.
- Kühe vor dem Deich, Ahrenshoop im Sommer.
- Kuhhirte mit Kühen, im Wald.
- Mond über dem Wasser
- Bauer mit Ochsenfuhrwerk im Sonnen beschienen Wald

## Museum
- Städtisches Museum Kassel
- Kunstmuseum Ahrenshoop
- Kulturhistorisches Museum Rostock